# سياوش كسرائي
سياوش كسرائي (بالفارسية: سیاوش کسرائی) (25 فبراير 1927 في أصفهان - 8 شباط / فبراير 1996 في فيينا) كان شاعراً وناقداً أدبياً وروائياً إيرانياً. وهو مؤيد نشط لحزب توديه الشيوعي في إيران من أواخر الأربعينات وحتى منتصف الثمانينات، ونأى بنفسه عن قيادته في 1988-90، وتحول إلى ناقد صريح في منتصف التسعينات.

## مولده ونشأته
ولد سياوش كسرائي في عائلة من المسؤولين، وبعضهم (عمه عبد الكريم قصري على وجه الخصوص) مع اهتمام جدي بالأدب. في طهران منذ سن مبكرة، تلقى تعليمه الابتدائي في مدرسة آداب، والتعليم الثانوي في الكلية العسكرية ودار الفنون. تخرج من جامعة طهران، كلية الحقوق، في عام 1950، وعمل خدمته العسكرية في الأكاديمية العسكرية.

## حياته
في أوائل الخمسينات، خدم كسرائي في وكالة التعاون الصحي الإيرانية، التي أنشئت في إطار برنامج ترومان بوينت فور، وترأس اثنتين من دوريات الوكالة (بهدشت هاميغاني دار ناهيي دارياي خزار، زنديجي o بهدشت). ومنذ منتصف الخمسينات وحتى أوائل الثمانينات من القرن العشرين، عمل كسرائي بشكل مستمر تقريبا في الهيئات الحكومية التي تركز على الإسكان أو التنمية الحضرية: بنك الإسكان الإيراني، ووكالة الإسكان، ووزارة الإسكان والتحضر. في أوائل السبعينات، في إجازة قسرية من الوزارة، عمل بضع سنوات كمنسق رئيسي لمجموعة بهشهر الصناعية. بالإضافة إلى عمله المعتاد، قام كسرائي بتدريس الأدب في جامعتي طهران وزاهدان.
خلال فترة التعليم الثانوي، كان كسرائي جزءا من مجموعة من القوميين الشباب بمن فيهم داريوش فوروهار ومحسن بيزيشكبور. في عام 1948 أصبح عضوا في حزب توده، الذي دعمه بنشاط خلال العقود الأربعة المقبلة. وكان كسرائي قد سجن لفترة وجيزة في أعقاب إطاحة محمد مصدق عام 1953. وكان عضوا مؤسسا لرابطة الكتاب الإيرانيين، وأحد امناءها المنتخبين في السنوات الأربع الأولى من وجودها، من 1968 إلى 1971. شارك كسرائي في عام 1977 ليالي طهران معهد جوته لقراءات الشعر، وهو حدث عام ملحوظ مع اشتباكات منشقة في فترة ما قبل الثورة الإيرانية. ونتيجة لقمع ما بعد الثورة على مؤيدي توده، غادر إيران عام 1983، وكان يقيم في كابول حتى أواخر عام 1987، في موسكو حتى عام 1995، ثم في فيينا. انتخب كسرائي في المكتب السياسي لحزب توده في عام 1986. واستقال من مكتب الحزب في عام 1988 ومن لجنته المركزية في عام 1990. وكان آخر عمل رئيسي لسراي (موريه سورخ)، الذي نشر في عام 1995، تعبيرا عاما عن خيبة الأمل في النشاط الشيوعي.
كان كسرائي حياة اجتماعية مكثفة، مستنيرة بمصالحه الفكرية وأخلاقية التضامن. وكان في مراحل مختلفة، في علاقات شخصية وثيقة مع شخصيات أدبية مثل إيراج أفشر، وأحمد رضا أحمدي، وهوسانغ ابتهاج (المعروف باسم سايح)، ومحمد عتماد زاده (المعروف باسم بيهازين)، وفورو فاروقزاد، ومورتزا كيفان، ونادر نادربور، وشاروخ مسكوب، فيريدون موشيري، برايم يونسى، ونعمة يوشيج. كان يحمل صالونات انتقائية غير رسمية في كل من مكتبه وبيته على أساس يومي تقريبا من أوائل عقد 1960 إلى أوائل عقد 1980.

## أشعاره
تم نشر أعمال كسرائي لأول مرة في المجلدات التالية (مع مرجع 2003a فقط بما في ذلك المواد المنشورة سابقا وغير المنشورة):
```
1957. أفا. طهران: لا شيء.
1959. أراشي كامانجير. طهران: أنديش.
1962. خون سيافاش. طهران: امير كبير.
1966a. با دامافاند خاموش. طهران: صعب.
1966b. سانغ o شبنم. طهران: صعب.
1967a. بئد أز زيمستان دار أبادي ما. طهران: كانون بارفاريش فكري كوداكان فا نوجافانان.
1967b. Khanegi. طهران: بينا.
1975. شهري ماردومي شيري نعمة. جامعة زاهدان. تكرار.
1976. بي سورخيه عطاش، يكون تعايم دود. السويد (مدينة غير معروفة): حزب توده في إيران. (نشرت تحت اسم مستعار شابان بوزورغ أوميد.)
1978. أز غوروغ تا خروسخان. طهران: مازيار.
1979. أميركا، أميركا. طهران: إلم o هونار.
1981- شيهل كيليد. طهران: حزب توده في إيران.
1983. تاراشهاي طبر. كابول: جمعية بوهانتون الثقافية.
1984a. هيديي باراي خاك. لندن: بينا.
1984b. Peyvand. كابول: حزب توده في إيران.
1989. سيتاريجان سيبيدام. لندن: بينا.
1995. موريه سورخ. فيينا: كارا.
2003A. دار هافاي مورغي أمين: ناغدا، غوفتيغوها، فا داستانها. طهران: منشورات كيتابي نادر.
2003b. هافاي أفتاب: فاباسين سوروديا. طهران: منشورات كيتابي نادر.
```

## أعماله
هذه الكتب كلها من الشعر، باستثناء 1967a (كتاب الأطفال)، 1975 (جزء من النقد الأدبي)، و 2003 أ (بما في ذلك النقد الأدبي والمقابلات والروايات) المنشورات. تم نشر مجموعة القصري الكاملة من القصائد باعتبارها 773 صفحة أوكتافو في عام 2005 في طهران من قبل منشورات كيتابي نادر، تحت عنوان آفا تا هافاي أفتاب. أما المنشور الثاني، أراشي كامانغير، فقد أعطى اعترافا عاما بكسرائي. أراش شخصية أسطورية تنقذ بلاده من الإذلال والبؤس من الهزيمة من خلال وضع روحه في السهم، والتي سوف تسافر أكثر واستعادة الأراضي المفقودة. نسخة كسرائي هي أول قصيدة ملحمية في أسلوب نعمة يوشيج، أو بشكل عام أول مثال ملحمي الشعر الفارسي الجديد. كانت القصيدة مكرسة لخسرو روزبه، وهو يساري راديكالي أعدم في أوائل عام 1958. وعلى الرغم من ما يبدو لبعضه على أنه ضعف تقني، وعلى الرغم من التفسير المنشق المقترح للمؤلفين، كان آراشي كامانغير آسري واحدا من القصائد المعاصرة القليلة التي تم العثور عليها طريقها في الكتب المدرسية.
موهري سورخ، آخر نشر كسرائي (في حياته)، هو صورة مرآة لأراشي كامانجير. مثل أراشي كامانجير، موريه سورخ هو ملحمة في أسلوب الشعر الجديد، في الواقع متابعة حديثة ل فيردوزي رستم وسهراب، مع تفسير سياسي مقترح. ولكن في حين أن أراشي كامانجير هو حكاية من التضحية والخلاص، موهري سورخ هو واحد من الحل التوفيقي والخسارة. بعد نشر كسرائي مع حزب توده والانتقال من موسكو إلى فيينا، يعبر موريه سورخ عن الأسف أو التوبة على مدى عقود من النشاط الشيوعي. في الواقع، يربط قصيدته مع المعاناة الحالية في بلاده، ومقدمة كسري تتحدث عن "الأخطاء الخطيرة من الناس الخيرين الذين تحركت أعمالهم من سحر بدلا من المعرفة، سارع وقصر النظر، مما أدى إلى حافة الدمار، والآن تواجه ثمنا باهظا."